# 東京労働局
東京労働局（とうきょうろうどうきょく）は、厚生労働省の地方支分部局である都道府県労働局の一つで、管轄地域は東京都。労働基準、職業安定、男女の雇用均等、労働保険徴収、需給調整事業等に関する事務を行う外、2008年12月より、東京労働局免許証発行センターが設置され、原則として日本全国の労働安全衛生法による免許証の発行業務を行っている。

## 所在地
- 本局
  - 東京都千代田区九段南一丁目2-1 九段第3合同庁舎 12・13・14階
  - 東京都港区海岸三丁目9-45（海岸庁舎）
- 免許証発行センター（労働安全衛生法による免許証の発行業務）
  - 東京都港区芝五丁目35-2（安全衛生総合会館内）

## 組織
局長
- 総務部
  - 総務課
  - 会計課
  - 総務調整官
- 労働保険徴収部
  - 徴収課
  - 適用・事務組合課
- 雇用環境・均等部
  - 企画課
  - 指導課
- 労働基準部
  - 監督課
  - 賃金課
  - 安全課
  - 健康課
  - 労災補償課
- 職業安定部
  - 職業安定課
  - 雇用保険課
  - 職業対策課
  - 地方訓練受講者支援課
- 需給調整事業部
  - 需給調整事業第一課
  - 需給調整事業第二課

## 出先機関

### 労働基準監督署
労働基準監督署の名称、位置及び管轄区域については、厚生労働省組織規則（平成13年1月6日厚生労働省令第1号）別表第4で定められている。
| 労働基準監督署名称           | 所在地   | 管轄区域                                                                                       |
| ---------------------------- | -------- | ---------------------------------------------------------------------------------------------- |
| 中央労働基準監督署           | 文京区   | 千代田区、中央区、文京区、大島町、八丈町、利島村、新島村、神津島村、三宅村、御蔵島村、青ヶ島村 |
| 上野労働基準監督署           | 台東区   | 台東区                                                                                         |
| 三田労働基準監督署           | 港区     | 港区                                                                                           |
| 品川労働基準監督署           | 品川区   | 品川区、目黒区                                                                                 |
| 大田労働基準監督署           | 大田区   | 大田区                                                                                         |
| 渋谷労働基準監督署           | 渋谷区   | 世田谷区、渋谷区                                                                               |
| 新宿労働基準監督署           | 新宿区   | 新宿区、中野区、杉並区                                                                         |
| 池袋労働基準監督署           | 豊島区   | 豊島区、板橋区、練馬区                                                                         |
| 王子労働基準監督署           | 北区     | 北区                                                                                           |
| 足立労働基準監督署           | 足立区   | 荒川区、足立区                                                                                 |
| 向島労働基準監督署           | 墨田区   | 墨田区、葛飾区                                                                                 |
| 亀戸労働基準監督署           | 江東区   | 江東区                                                                                         |
| 江戸川労働基準監督署         | 江戸川区 | 江戸川区                                                                                       |
| 八王子労働基準監督署         | 八王子市 | 八王子市、町田市、日野市、多摩市、稲城市                                                       |
| 八王子労働基準監督署町田支署 | 町田市   | 町田市                                                                                         |
| 立川労働基準監督署           | 立川市   | 立川市、昭島市、府中市、小金井市、小平市、東村山市、国分寺市、国立市、東大和市、武蔵村山市     |
| 青梅労働基準監督署           | 青梅市   | 青梅市、福生市、あきる野市、羽村市、西多摩郡                                                   |
| 三鷹労働基準監督署           | 武蔵野市 | 三鷹市、武蔵野市、調布市、狛江市、清瀬市、東久留米市、西東京市                                 |

### 公共職業安定所（ハローワーク）
公共職業安定所とその出張所の名称、位置及び管轄区域については、厚生労働省組織規則別表第5で定められている。
なお、東京都内の公共職業安定所は以下のもののみであるが、このほか、新卒応援ハローワーク、マザーズハローワークなど特定の求職者向けの施設も存在する。
| 公共職業安定所名称                 | 所在地       | 管轄区域 |
| ---------------------------------- | ------------ | --- |
| 飯田橋公共職業安定所               | 東京都文京区 | 千代田区、中央区、文京区、大島町、八丈町、利島村、新島村、神津島村、三宅村、御蔵島村、青ヶ島村                                               |
| 上野公共職業安定所                 | 東京都台東区 | 台東区 |
| 上野公共職業安定所玉姫労働出張所   | 東京都台東区 | 台東区 |
| 品川公共職業安定所                 | 東京都港区   | 港区、品川区（一部の事務については、千代田区、中央区、港区、台東区、墨田区、江東区、品川区、大田区、北区、荒川区、足立区、葛飾区、江戸川区） |
| 大森公共職業安定所                 | 東京都大田区 | 大田区 |
| 渋谷公共職業安定所                 | 東京都渋谷区 | 目黒区、世田谷区、渋谷区 |
| 新宿公共職業安定所                 | 東京都新宿区 | 中野区、杉並区、新宿区 |
| 池袋公共職業安定所                 | 東京都豊島区 | 豊島区、板橋区、練馬区 |
| 王子公共職業安定所                 | 東京都北区   | 北区 |
| 足立公共職業安定所                 | 東京都足立区 | 荒川区、足立区 |
| 足立公共職業安定所河原町労働出張所 | 東京都足立区 | 荒川区、足立区 |
| 墨田公共職業安定所                 | 東京都墨田区 | 墨田区、葛飾区 |
| 木場公共職業安定所                 | 東京都江東区 | 江戸川区、江東区 |
| 八王子公共職業安定所               | 八王子市     | 八王子市、日野市 |
| 立川公共職業安定所                 | 立川市       | 立川市、昭島市、小金井市、小平市、東村山市、国分寺市、国立市、東大和市、武蔵村山市                                                           |
| 青梅公共職業安定所                 | 青梅市       | 青梅市、福生市、羽村市、あきる野市、西多摩郡                                                                                                 |
| 三鷹公共職業安定所                 | 武蔵野市     | 三鷹市、武蔵野市、清瀬市、東久留米市、西東京市                                                                                               |
| 町田公共職業安定所                 | 町田市       | 町田市 |
| 府中公共職業安定所                 | 府中市       | 府中市、調布市、狛江市、多摩市、稲城市 |

## 沿革
- 1947年（昭和22年）5月2日 - 都道府県労働基準局官制（昭和22年5月1日勅令第199号）にもとづき、厚生省の地方機関として、東京労働基準局が発足。労働基準法施行規則（1947年8月30日厚生省令第23号）によれば、当時の東京労働基準局下の労働基準監督署は、中央署、飯田橋署、上野署、三田署、品川署、大森署、澁谷署、中野署、板橋署、王子署、足立署、向島署、亀戸署、八王子署、立川署、青梅署、三鷹署の17署
- 1947年（昭和22年）9月1日 - 労働省の発足とともに、厚生省から労働省に移管
- 2000年（平成12年）4月1日 - 東京労働基準局から東京労働局に組織変更
- 2015年（平成27年）4月1日 - ブラック企業対策として、大阪労働局と伴に『過重労働撲滅特別対策班』（通称：かとく）が設置される。2018年（平成30年）2月10日までに、ABCマート、フジオフードシステム、ドン・キホーテ、サトレストランシステムズ（現SRSホールディングス）、コノミヤ、電通、エイチ・アイ・エスが摘発された
- 2018年（平成30年）4月11日 - 是正恫喝発言で東京労働局長が更迭される

## 不祥事
労働局長プレゼント発言
2017年12月1日、及び26日に、東京労働局の勝田智明局長は、野村不動産過労自殺問題についての特別指導を発表するに際し、「（発表することを）プレゼント」と形容した。
労働局長是正勧告発言
2018年3月30日、東京労働局の勝田智明局長は、野村不動産過労自殺問題に関して記者団に対し、「報道機関に労働環境の査察に入り、違反が見つかれば是正勧告をしてあげてもいい」と恫喝とも受け取れる発言をした。この発言について、蒲原基道厚生労働事務次官は直後に電話で厳重注意処分を行い、勝田局長は発言をメールで撤回した。なお、野党6党は勝田局長の退任を要求し、加藤勝信厚生労働大臣は処分を検討。2018年4月6日には国会の厚生労働委員会に参考人招致され、上記2件について謝罪。2018年4月11日に勝田局長は更迭されて大臣官房付となり減給10%3ヶ月の懲戒処分となった。

## 備考
- 小笠原村では国土交通省の特別の機関である小笠原総合事務所が労働基準監督署および公共職業安定所の業務を行っている。